# 엘리마

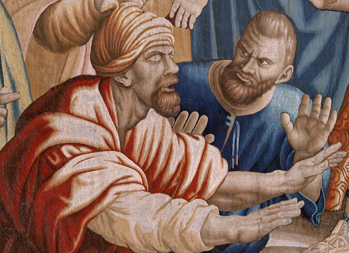

엘리마(공동번역), 엘루마(개신교)/ˈɛlɪməs/ 또는 바르예수(공동번역), 바예수(개신교)(고대 그리스어: Βαριεσοῦ)는 사도행전 13장의 유대인이다. 사도행전에서는 그를 마술사(magus)라고 부르는데, 킹 제임스 성경에서는 "sorcerer"로 번역되었다. 그는 키프로스의 파포스에서 로마 총독 세루기오 바울로가 바울로와 바르나바의 예수 그리스도에 대한 복음을 듣고자 할 때 이를 반대하였다. 이 반대로 인해 바울로는 하나님이 그를 잠깐동안 맹인이 되도록 결정하셨다고 선포하니, 안개와 어둠이 즉시 그의 시야를 덮는다. 이후 세루기오 바울로는 기독교로 개종한다.
엘리마가 세루기오로 하여금 말씀을 듣게 하지 못한 의도는 불분명하나, 그가 바울로가 전하고자 하는 복음을 필사적으로 막았다는 사실은 분명하다. 아마도 그는 총독의 귀로서 신앙에 대한 조언자였을 것이다. 이 추측은 엘리마가 유대인이며, 세루기오가 유대교의 교육을 받았을 것이 분명하다는 사실에 입각한다.
일시적으로 시각을 잃는 저주는 바울로 자신이 이전에 겪었던 것이다. 본문으로부터 바르예수가 총독의 귀였고, 그 지역에서 유명한 인물이었다는 사실을 유추할 수 있다. 그는 스스로 예언자라고 선언하였는데, 개인의 거짓신앙을 전했을 것이다.
황금 전설에 따르면, 그는 살라미스에서 바르나바에 대항하는 운동을 유대인과 이교도들 사이에서 일으켰다고 전해진다.

## 이름
사도행전 13:8에서는 "마술사 엘루마는 (이 이름을 번역하면 마술사라) 그들을 대적"했다고 말한다. "엘루마"(본문에서는 엘리마)는 아마도 '배운, 현명한'의 의미를 가지는 아랍어alīm에서 왔을 것이며, magos로 번역되었을 것이다. 바르예수는 "여호수아의 아들", 또는 "예수의 아들"이라는 뜻의 아람어이다.

## 같이 보기
- 티아나의 아폴로니오스
- 나사렛 예수
- 세례자 요한
- 시몬 마구스